# اودو کئیلمالتس
اودو کئیلمالتس (انگلیسی: Udo Quellmalz؛ زادهٔ ۸ مارس ۱۹۶۷) جودوکار اهل آلمان بود.
وی در مسابقات کشوری و بین‌المللی در مجموع برندهٔ ۳ مدال طلا، ۱ مدال نقره، ۲ مدال برنز شده‌است.